# Richard W. Eichler
Richard Wenzel Eichler (* 8. August 1921 in Liebenau, Tschechoslowakei; † 15. Juli 2014 in München) war ein deutscher Kunsthistoriker.

## Leben
Der aus dem seit 1938 zum Deutschen Reich gehörigen Sudetenland stammende Eichler leistete 1940 bis 1945 Kriegsdienst als Reserveoffizier und war nach 1945 als Verlagslektor und freier Autor tätig. Schon vor 1945 edierte er die Werke von F. K. Günther, Paul Schultze-Naumburg und Wolfgang Willrich.
Erfolgreich war Eichlers 1960 erstmals publiziertes Buch Könner, Künstler, Scharlatane, mit dem der Autor gegen die behauptete Dominanz der abstrakten Kunst im Nachkriegsdeutschland auftrat. Ähnliche Tendenzen vertrat das Buch Der gesteuerte Kunstverfall. Unter postmodernen Vorzeichen plädierte Eichler für Die Wiederkehr des Schönen (1984).
Im rechtsextrem ausgerichteten Grabert- bzw. Hohenrain-Verlag veröffentlichte er mehrere Bücher sowie Artikel in der zugehörigen Zeitschrift Deutschland in Geschichte und Gegenwart. Er verfasste Beiträge für Veröffentlichungen des rechtsextremen, neuheidnischen Thule-Seminars, so in dessen erstem Buch Das unvergängliche Erbe. Alternativen zum Prinzip der Gleichheit und in dessen Zeitschrift Elemente, wo er im Artikel Die Geburt der Kunst aus dem Mythos unter Rückgriff auf Kurt Hübner und Martin Heidegger sein Kunstverständnis gegen eine regionale Begrenzungen überschreitende „Weltkunst“, gegen einen erweiterten Kunstbegriff und gegen Modernismus stark macht. Beim Bund für deutsche Schrift und Sprache veröffentlichte er den Beitrag Glanz und Elend der deutschen Sprache.
Er war Generalsekretär und Gründungsmitglied der Sudetendeutschen Akademie der Wissenschaften und Künste, Mitglied der Bundesversammlung der Sudetendeutschen Landsmannschaft, Mitglied des Witikobundes, Mitglied der Deutschen Unitarier Religionsgemeinschaft und Referent bei der neuheidnischen, völkisch-rechtsextremen Artgemeinschaft (Rieger) und dem Nordischen Ring, der rassistischen Neonazi-Organisation „Northern League“ und dem Deutschen Seminar.
Eichler erhielt den Schillerpreis (München 1969), den Landschaftspreis (1977) und die Adalbert-Stifter-Medaille (1982). 1979 verlieh ihm Franz Josef II., der regierende Fürst von Liechtenstein, für seine Verdienste im Bereich der bildenden Kunst und der Sprachpflege den Titel Professor. 1990 wurde er mit dem Dichtersteinschild des 1999 wegen nationalsozialistischer Wiederbetätigung verbotenen Vereins Dichterstein Offenhausen ausgezeichnet.
Die Deutsche Gildenschaft führte Eichler als Mitglied.

## Werke
- Könner, Künstler, Scharlatane (1960)
- Künstler und Werke (1962)
- Der gesteuerte Kunstverfall (1965)
- Die tätowierte Muse. Eine Kunstgeschichte in Karikaturen (1965)
- Liebenau im Sudetenland (1966)
- Liebenau im Sudetenland. Nachtrag: Einige namhafte Liebenauer (1968)
- Viel Gunst für schlechte Kunst (1968)
- Verhexte Muttersprache (1974)
- Die Wiederkehr des Schönen (1984)
- Unser Geisteserbe (1995)
- Baukultur gegen Formzerstörung (1999)

## Weblink
- Literatur von und über Richard W. Eichler im Katalog der Deutschen Nationalbibliothek